# Jan Philipp Albrecht
Jan Philipp Albrecht (ur. 20 grudnia 1982 w Brunszwiku) – niemiecki polityk, poseł do Parlamentu Europejskiego VII i VIII kadencji.

## Życiorys
W 1999 wstąpił do Zielonych. Studiował prawo na uczelniach Bremie, Brukseli i Berlinie. Pracował w jednym z instytutów na Uniwersytecie Humboldtów. Od 2006 do 2008 był rzecznikiem prasowym Grüne Jugend.
W wyborach w 2009 z listy Zielonych uzyskał mandat deputowanego do Parlamentu Europejskiego. Zasiadł w grupie Zielonych i Wolnego Sojuszu Europejskiego, a także w Komisji Wolności Obywatelskich, Sprawiedliwości i Spraw Wewnętrznych. W 2014 z powodzeniem ubiegał się o europarlamentarną reelekcję.
W marcu 2018 został wskazany jako następca Roberta Habecka na stanowisku ministra w rządzie Szlezwika-Holsztynu. W związku z zamiarem objęcia tej funkcji w lipcu 2018 złożył mandat eurodeputowanego. Urzędowanie rozpoczął we wrześniu 2018, odpowiadając w krajowym gabinecie za transformację energetyczną, rolnictwo, środowisko i cyfryzację. Członkiem rządu krajowego był do 2022. W tym samym roku wszedł w skład zarządu Fundacji im. Heinricha Bölla.